# Villa Torre il Palagio
Villa Torre il Palagio si trova via del Torracchione 8 in località Cavallina presso Barberino di Mugello (FI).

## Storia e descrizione

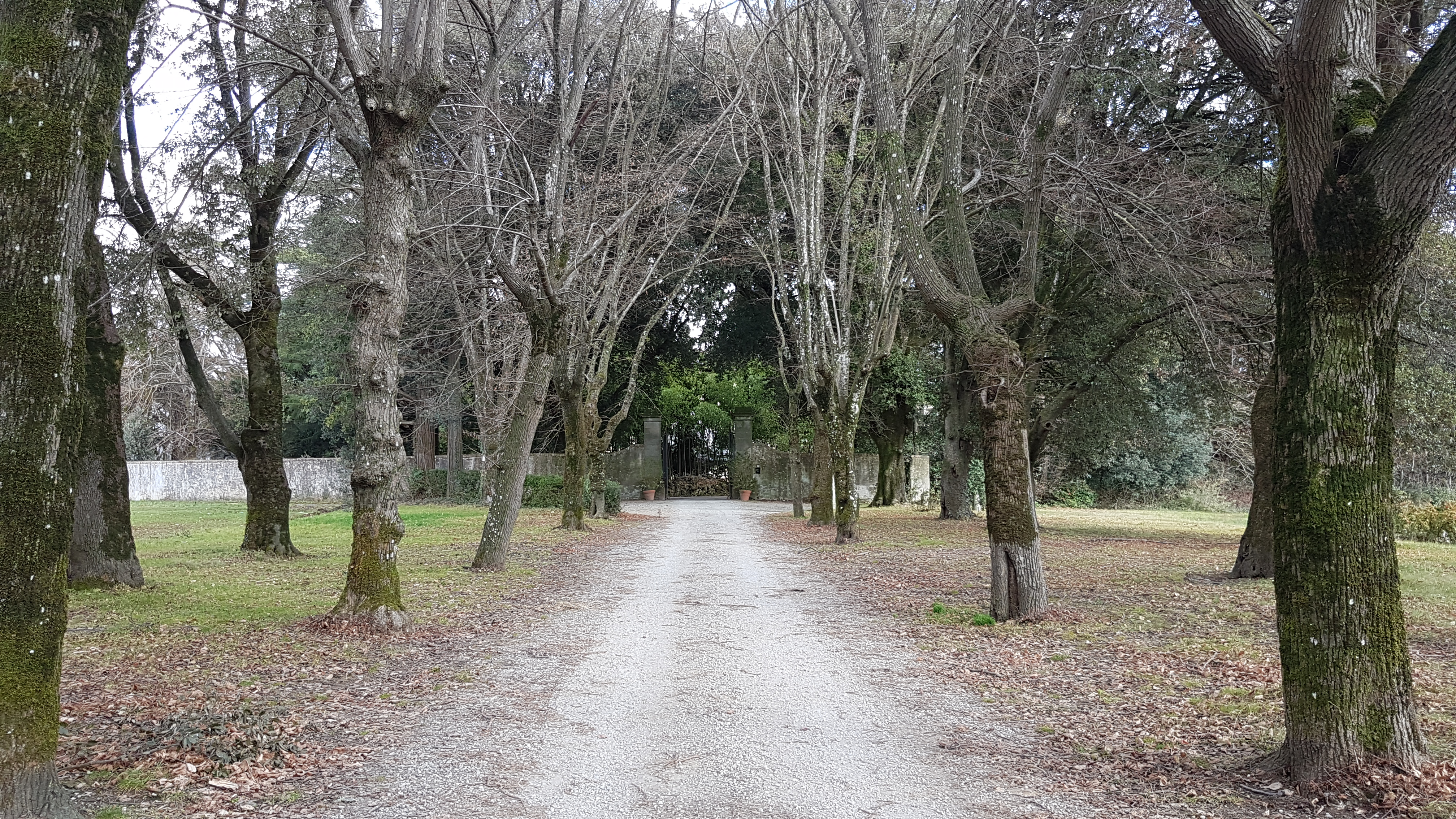
Viale d'ingresso alla Villa.

La villa è circondata da un vasto parco di conifere a cui si accede attraverso un lungo viale alberato. Dell'antico Palagio fortificato del XV secolo, di proprietà della famiglia Pulci, dove soggiornava Lorenzo il Magnifico in compagnia dei suoi amici letterati e poeti, ben poco rimane.
Attualmente la villa si presenta con le caratteristiche assunte dopo il rifacimento ottocentesco, con una bella facciata decorata da disegni geometrici monocromatici e ampie sale adibite a convegni e banchetti. Da visitare il parco, caratterizzato da numerose piante secolari tra cui, un Cipresso della California, alcuni poderosi Cedri del Libano e una grande sequoia della specie giganthea. Oltre il piazzale antistante la villa, si estende il bosco composto da stupendi abeti bianchi, gli alberi più maestosi dell'intero parco.